# Metasada
Metasada là một chi bướm đêm thuộc họ Noctuidae.

## Các loài
- Metasada acontianalis Rothschild, 1915
- Metasada polycesta Turner, 1902